# Reutern (Welden)
Reutern ist ein Pfarrdorf und Ortsteil des Marktes Welden im schwäbischen Landkreis Augsburg in Bayern.

## Verkehr
Die Kreisstraße A 12 führt von Welden über Reutern nach Wörleschwang, wo sie in die Staatsstraße St 2027 mündet. Die Kreisstraße A 21 führt von Altenmünster über Eppishofen und mündet in Reutern in die A 12.

## Geschichte
Eine keltische Viereckschanze weist auf eine Besiedlung der Flur um 100 v. Chr. Reutern entstand Anfang des 14. Jahrhunderts als Rodungssiedlung. Die Gründung erfolgte von Welden aus, mit dem der Ort bis 1806 eine Herrschaft bildete. Der bereits 1231 existierende hochmittelalterliche Burg Reutern war bis 1488 von den Herren von Welden bewohnt und wurde darauf abgebrochen. Seit dem 14. Jahrhundert war der Weiler Ehgatten und das neu entstandene Dorf Reutern zur Pfarrei Welden gepfarrt. Im Jahre 1806 fiel Reutern an das Königreich Bayern und 1865 ist Reutern zur eigenen Pfarrei erhoben worden. Von 1862 bis 1929 gehörte es zum Bezirksamt Zusmarshausen und ab 1929 zum Bezirksamt Augsburg, das ab 1939 dann als Landkreis Augsburg bezeichnet wurde. Reutern war eine selbstständige Gemeinde und wurde im Zuge der Gebietsreform in Bayern am 1. Mai 1978 nach Welden eingemeindet.

## Sehenswürdigkeiten

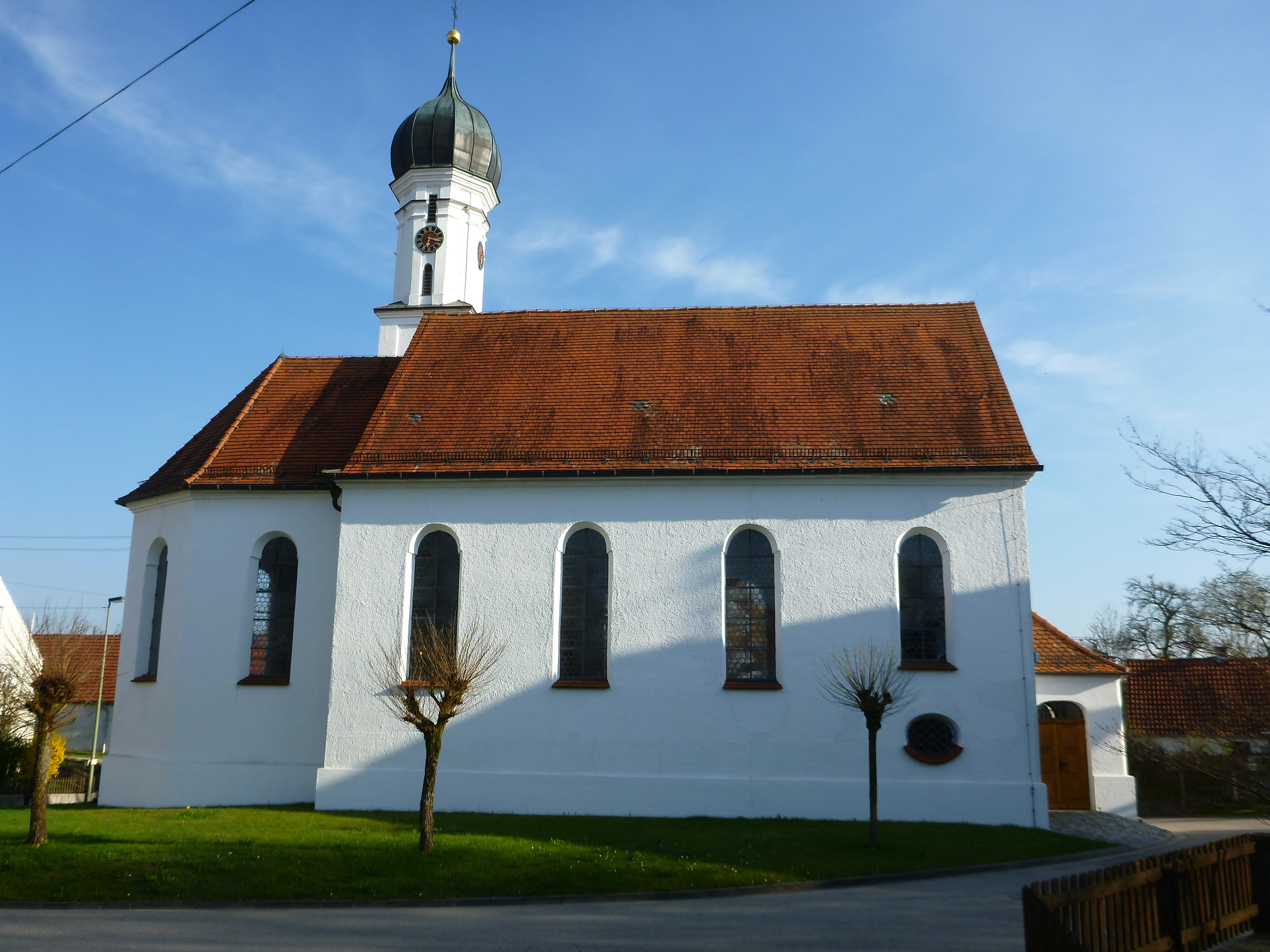
Kirche St. Leonhard

- Pfarrkirche St. Leonhard, gehört zur Pfarreiengemeinschaft Welden im Dekanat Augsburg-Land im Bistum Augsburg.
- Wegkapelle